# Torneo Apertura 2023 Liga de Expansión
El Torneo Apertura 2023 fue el séptimo torneo de la Liga de Expansión MX, una liga de fútbol fundada en el año 2020 como parte del "Proyecto de Estabilización", el cual tiene como objetivo rescatar a los equipos de la Liga de Ascenso de México con problemas financieros y evitar de esta forma la desaparición de la Segunda División en México.

## Cambios
- A partir de este torneo se elimina la ronda de reclasificación que era disputada por los clubes colocados entre el quinto y el duodécimo puesto de la tabla general. En su lugar se implementará un nuevo sistema denominado Play-in, inspirado en la NBA, el cual contará con la participación de los equipos ubicados entre el lugar 7 y el 10 de la tabla, mientras que los primeros seis lugares del torneo se clasificarán directamente para los cuartos de final.[1]
- Los clubes Raya2 Expansión y Pumas Tabasco dejaron de participar en la liga y fueron sustituidos por escuadras Sub-23 de los clubes Monterrey y Universidad Nacional.[4][5]
- El club Alacranes de Durango fue retirado de la liga debido a que se encontraba con problemas financieros,[6] el equipo participaba con la condición de invitado de la Liga Premier por lo que no era afiliado en pleno derecho y volverá a militar en la categoría de bronce del fútbol mexicano.[7] Posteriormente la Liga de Expansión solicitó a la Liga Premier la nominación de otro club para ocupar su lugar, sin embargo, ningún equipo recibió la aprobación. Por tanto, la liga será disputada por 15 equipos, la cantidad más baja en la historia de este formato.[8]

## Sistema de competición
El torneo de la Liga de Expansión MX, está conformado en dos partes:
- Fase de calificación: Se integra por las 15 jornadas del torneo.
- Fase final: Se integra por los partidos de reclasificación, cuartos de final, semifinal y final, más conocida como liguilla.

### Fase de clasificación
En la fase de clasificación se observará el sistema de puntos. La ubicación en la tabla general está sujeta a lo siguiente:
- Por juego ganado se obtendrán tres puntos.
- Por juego empatado se obtendrá un punto.
- Por juego perdido no se otorgan puntos.

En esta fase participan los 15 clubes de la Liga de Expansión MX jugando en cada torneo todos contra todos durante las 15 jornadas respectivas, a un solo partido.
El orden de los clubes al final de la fase de calificación del torneo corresponderá a la suma de los puntos obtenidos por cada uno de ellos y se presentará en forma descendente. Si al finalizar las 15 jornadas del torneo, dos o más clubes estuviesen empatados en puntos, su posición en la tabla general será determinada atendiendo a los siguientes criterios de desempate:
1. Mejor diferencia entre los goles anotados y recibidos y goles.
2. Mayor número de goles anotados.
3. Marcadores particulares entre los clubes empatados.
4. Mayor número de goles anotados como visitante.
5. Mejor ubicado en la tabla general de cociente
6. Tabla Fair Play
7. Sorteo.

Para determinar los lugares que ocuparán los clubes que participen en la fase final del torneo se tomará como base la tabla general de clasificación.
Participan automáticamente por el título de Campeón de la Liga de Expansión MX, los 10 primeros clubes de la tabla general de clasificación al término de las 15 jornadas, los primeros seis lugares se clasifican directamente a los cuartos de final.

### Fase final
Previo a la ronda de cuartos de final, habrá una nueva fase clasificatoria, llamada Play-in en la que participarán los clubes ubicados entre las posiciones 7 y 10 de la tabla general. Los equipos ubicados en el séptimo y octavo lugar jugarán entre ellos para determinar un clasificado a la liguilla; mientras que el perdedor de esa serie jugará contra el ganador del encuentro entre el noveno y décimo clasificado para determinar al octavo participante de los cuartos de final.
Los ocho clubes calificados para cuartos de final serán reubicados de acuerdo con el lugar que ocupen en la tabla general al término de la jornada 15, con el puesto del número uno al club mejor clasificado, y así hasta el número 8. Los partidos a esta fase se desarrollarán a visita, en las siguientes etapas:
- Cuartos de final
- Semifinales
- Final

Los clubes vencedores en los partidos de cuartos de final y semifinal serán aquellos que en los dos juegos anoten el mayor número de goles. De existir empate en el número de goles anotados, la posición se definirá a favor del club con mayor cantidad de goles a favor cuando actúe como visitante. Aplicarán las mismas normativas para el orden de enfrentamientos la ronda de semifinales y final.
Si una vez aplicado el criterio anterior los clubes siguieran empatados, se observará la posición de los clubes en la tabla general de clasificación.
Los partidos correspondientes a las fases de visita recíproca se jugarán obligatoriamente los días miércoles y sábado, y jueves y domingo eligiendo, en su caso, exclusivamente en forma descendente, los cuatro clubes mejor clasificados en la tabla general al término de la jornada 15, el día y horario de su partido como local. Los siguientes cuatro clubes podrán elegir únicamente el horario.
El club vencedor de la final y por lo tanto Campeón, será aquel que en los dos partidos anote el mayor número de goles. Si al término del tiempo reglamentario el partido está empatado, se agregarán dos tiempos extras de 15 minutos cada uno. De persistir el empate en estos periodos, se procederá a lanzar tiros penales hasta que resulte un vencedor.
Los partidos de cuartos de final se jugarán de la siguiente manera:
En las semifinales participarán los cuatro clubes vencedores de cuartos de final, reubicándolos del uno al cuatro, de acuerdo a su mejor posición en la tabla General de clasificación al término de la jornada 15 del torneo correspondiente, enfrentándose:
Disputarán el título de Campeón del Torneo de Apertura 2023, los dos clubes vencedores de la fase semifinal correspondiente, reubicándolos del uno al dos, de acuerdo a su mejor posición en la tabla general de clasificación al término de la jornada 15 de cada Torneo.

## Información de los clubes

### Datos de los clubes
| Club             | Entrenador             | Ciudad                         | Estadio                      | Capacidad | Fundación       | Patrocinador  | Kit          |
| ---------------- | ---------------------- | ------------------------------ | ---------------------------- | --------- | --------------- | ------------- | ------------ |
| Atlante          | Mario García Covalles  | Ciudad de México               | Ciudad de los Deportes       | 34 253    | 1918 (106 años) | Betcris       | Joma         |
| Atlético La Paz  | Jaime Durán            | La Paz, Baja California Sur    | Guaycura                     | 5 209     | 2022 (3 años)   | Baja Ferries  | Marca propia |
| Atlético Morelia | José Roberto Muñoz INT | Morelia, Michoacán             | Morelos                      | 34 795    | 1950 (74 años)  | Akron         | Keuka        |
| Cancún           | Luis Arce              | Cancún, Quintana Roo           | Olímpico Andrés Quintana Roo | 18 844    | 2020 (4 años)   | Cancún        | Nike         |
| Celaya           | Cristian Paulucci      | Celaya, Guanajuato             | Miguel Alemán Valdés         | 23 182    | 1954 (71 años)  | Bachoco       | Keuka        |
| Cimarrones       | Roberto Hernández      | Hermosillo, Sonora             | Héroe de Nacozari            | 18 747    | 2013 (12 años)  | Caliente      | Keuka        |
| Correcaminos UAT | Raúl Gutiérrez         | Ciudad Victoria, Tamaulipas    | Marte R. Gómez               | 10 520    | 1980 (45 años)  |               | Silver Sport |
| Dorados          | Rafael García          | Culiacán, Sinaloa              | Dorados                      | 23 000    | 2003 (21 años)  | Coppel        | Charly       |
| Leones Negros    | Alfonso Sosa           | Guadalajara, Jalisco           | Jalisco                      | 55 020    | 1970 (55 años)  | Electrolit    | Sporelli     |
| Oaxaca           | Carlos Gutiérrez       | Oaxaca, Oaxaca                 | Tecnológico de Oaxaca        | 14 598    | 2012 (12 años)  | Patsa         | SVEDDA       |
| Tapatío          | Arturo Ortega          | Zapopan, Jalisco               | Akron                        | 49 850    | 1973 (51 años)  |               | Puma         |
| Tepatitlán       | Enrique López Zarza    | Tepatitlán de Morelos, Jalisco | Tepa Gómez                   | 12 500    | 1944 (81 años)  | Pacífica      | Sporelli     |
| Tlaxcala         | Javier Contreras       | Tlaxcala, Tlaxcala             | Tlahuicole                   | 12 000    | 2014 (10 años)  | Tlaxcala      | Keuka        |
| Venados          | Rafael Fernández       | Mérida, Yucatán                | Carlos Iturralde             | 15 087    | 1988 (37 años)  | Yucatán       | Spiro        |
| Zacatecas        | Nacho Castro           | Zacatecas, Zacatecas           | Carlos Vega Villalba         | 20 068    | 2014 (10 años)  | Fresnillo plc | Spiro        |

Datos actualizados al 20 de octubre de 2023.

### Cambios de entrenadores
| Equipo           | Entrenador (Jornadas)          | Fecha de vacante      | Tipo de salida | Pos. | Entrenador entrante    | Fecha de nombramiento |
| ---------------- | ------------------------------ | --------------------- | -------------- | ---- | ---------------------- | --------------------- |
| Celaya           | Francisco Ramírez (1 - 6)      | 24 de agosto de 2023  | Despido        | 14.° | Cristian Paulucci      | 29 de agosto de 2023  |
| Tlaxcala         | Jorge Villalpando (1 - 6)      | 26 de agosto de 2023  | Despido        | 15.° | Jorge Villalpando      | 28 de agosto de 2023  |
| Correcaminos     | Edgar Solano (1-12)            | 7 de octubre de 2023  | Despido        | 13.° | Raúl Gutiérrez         | 7 de octubre de 2023  |
| Tlaxcala         | Jorge Villalpando (1 - 12)     | 10 de octubre de 2023 | Mutuo acuerdo  | 15.° | Javier Contreras       | 10 de octubre de 2023 |
| Atlético Morelia | Carlos Adrián Morales (1 - 14) | 20 de octubre de 2023 | Despido        | 8.°  | José Roberto Muñoz INT | 20 de octubre de 2023 |

### Equipos por Entidad Federativa
| Estado              | N.º | Equipos                                    |
| ------------------- | --- | ------------------------------------------ |
| Jalisco             | 3   | U. de G., Tepatitlán F. C. y C. D. Tapatío |
| Baja California Sur | 1   | Atlético La Paz                            |
| Ciudad de México    | 1   | Atlante                                    |
| Guanajuato          | 1   | Celaya                                     |
| Michoacán           | 1   | Morelia                                    |
| Oaxaca              | 1   | Oaxaca                                     |
| Quintana Roo        | 1   | Cancún                                     |
| Sinaloa             | 1   | Dorados                                    |
| Sonora              | 1   | Cimarrones                                 |
| Tamaulipas          | 1   | Correcaminos UAT                           |
| Tlaxcala            | 1   | Tlaxcala                                   |
| Yucatán             | 1   | Venados                                    |
| Zacatecas           | 1   | Mineros                                    |

### Estadios
|                                                                                               |                                                                                                |                                                                                           |
|                                                                                               |                                                                                                |                                                                                           |
| Estadio Jalisco Ciudad: Guadalajara Capacidad: 55.020 Club: Universidad de Guadalajara        | Estadio Akron Ciudad: Zapopan Capacidad:49.850 Club: Club Deportivo Tapatío                    | Estadio Morelos Ciudad: Morelia Capacidad: 34.795 Club: Atlético Morelia                  |
|                                                                                               |                                                                                                |                                                                                           |
| Estadio de la Ciudad de los Deportes Ciudad: Ciudad de México Capacidad: 34.253 Club: Atlante | Estadio Miguel Alemán Valdés Ciudad: Celaya Capacidad: 23.182 Club: Celaya                     | Estadio Dorados Ciudad: Culiacán Capacidad: 23.000 Club: Dorados de Sinaloa               |
|                                                                                               |                                                                                                |                                                                                           |
| Estadio Carlos Vega Villalba Ciudad: Zacatecas Capacidad: 20.068 Club: Mineros de Zacatecas   | Estadio Olímpico Andrés Quintana Roo Ciudad: Cancún Capacidad: 18.844 Club: Cancún Fútbol Club | Estadio Héroe de Nacozari Ciudad: Hermosillo Capacidad: 18.747 Club: Cimarrones de Sonora |
|                                                                                               |                                                                                                |                                                                                           |
| Estadio Carlos Iturralde Rivero Ciudad: Mérida Capacidad: 15.087 Club: Venados                | Estadio Tecnológico de Oaxaca Ciudad: Oaxaca Capacidad:14.598 Club: Alebrijes de Oaxaca        | Estadio Tepa Gómez Ciudad: Tepatitlán Capacidad: 12.500 Club: Tepatitlán Fútbol Club      |
|                                                                                               |                                                                                                |                                                                                           |
| Estadio Tlahuicole Ciudad:Tlaxcala Capacidad: 12.000 Club: Tlaxcala Fútbol Club               | Estadio Marte R. Gómez Ciudad: Ciudad Victoria Capacidad: 10.520 Club: Correcaminos UAT        | Estadio Guaycura Ciudad: La Paz Capacidad: 5.209 Club: Atlético La Paz                    |

## Torneo regular
- El Calendario completo según la página oficial.
- Los horarios son correspondientes al Tiempo del Centro de México (UTC-6).[20]
- Calendario dado a conocer el 5 de julio de 2023.[21]

| Jornada 1       | Jornada 1 | Jornada 1        | Jornada 1               | Jornada 1   | Jornada 1 | Jornada 1    | Jornada 1  | Jornada 1 |
| Local           | Resultado | Visitante        | Estadio                 | Fecha       | Hora      | Espectadores | Amonestado | Expulsado |
| --------------- | --------- | ---------------- | ----------------------- | ----------- | --------- | ------------ | ---------- | --------- |
| Venados         | 3 - 1     | Tlaxcala         | Carlos Iturralde Rivero | 21 de julio | 19:05     | 2 019        | 4          | 2         |
| Tapatío         | 0 - 0     | Cancún           | Akron                   | 22 de julio | 17:05     | 419          | 6          | 0         |
| Correcaminos    | 2 - 0     | Dorados          | Marte R. Gómez          | 22 de julio | 19:05     | 2 151        | 6          | 0         |
| Tepatitlán      | 1 - 1     | Cimarrones       | Gregorio "Tepa" Gómez   | 23 de julio | 12:00     | 1 877        | 4          | 0         |
| Zacatecas       | 4 - 0     | Atlético Morelia | Carlos Vega Villalba    | 23 de julio | 19:05     | 4 612        | 4          | 0         |
| Atlante         | 1 - 0     | Leones Negros    | Ciudad de los Deportes  | 24 de julio | 19:05     | 2 430        | 4          | 0         |
| Atlético La Paz | 2 - 1     | Celaya           | Guaycura                | 26 de julio | 21:05     | 3 184        | 6          | 0         |
| DESCANSO:       | DESCANSO: | DESCANSO:        | Oaxaca                  | Oaxaca      | Oaxaca    | Oaxaca       | Oaxaca     | Oaxaca    |

| Jornada 2     | Jornada 2 | Jornada 2       | Jornada 2              | Jornada 2        | Jornada 2        | Jornada 2        | Jornada 2        | Jornada 2        |
| Local         | Resultado | Visitante       | Estadio                | Fecha            | Hora             | Espectadores     | Amonestado       | Expulsado        |
| ------------- | --------- | --------------- | ---------------------- | ---------------- | ---------------- | ---------------- | ---------------- | ---------------- |
| Correcaminos  | 3 - 3     | Zacatecas       | Marte R. Gómez         | 28 de julio      | 21:05            | 2 779            | 2                | 1                |
| Tlaxcala      | 1 - 2     | Atlante         | Tlahuicole             | 29 de julio      | 17:05            | 2 346            | 2                | 0                |
| Cancún        | 2 - 1     | Venados         | O. Andrés Quintana Roo | 29 de julio      | 19:05            | 5 075            | 8                | 0                |
| Leones Negros | 4 - 2     | Cimarrones      | Jalisco                | 30 de julio      | 19:05            | 2 606            | 6                | 3                |
| Dorados       | 3 - 4     | Atlético La Paz | Dorados                | 30 de julio      | 21:05            | 4 133            | 0                | 0                |
| Oaxaca        | 1 - 1     | Tapatío         | Tecnológico de Oaxaca  | 31 de julio      | 19:05            | 5 929            | 3                | 1                |
| Celaya        | 1 - 1     | Tepatitlán      | Miguel Alemán Valdés   | 19 de agosto     | 17:05            | 1 243            | 4                | 0                |
| DESCANSO:     | DESCANSO: | DESCANSO:       | Atlético Morelia       | Atlético Morelia | Atlético Morelia | Atlético Morelia | Atlético Morelia | Atlético Morelia |

| Jornada 3        | Jornada 3 | Jornada 3    | Jornada 3              | Jornada 3   | Jornada 3 | Jornada 3    | Jornada 3  | Jornada 3 |
| Local            | Resultado | Visitante    | Estadio                | Fecha       | Hora      | Espectadores | Amonestado | Expulsado |
| ---------------- | --------- | ------------ | ---------------------- | ----------- | --------- | ------------ | ---------- | --------- |
| Leones Negros    | 5 - 0     | Oaxaca       | Jalisco                | 3 de agosto | 19:05     | 2 311        | 6          | 1         |
| Zacatecas        | 5 - 1     | Tlaxcala     | Carlos Vega Villalba   | 5 de agosto | 17:05     | 5 472        | 1          | 0         |
| Cancún           | 2 - 1     | Correcaminos | O. Andrés Quintana Roo | 5 de agosto | 19:05     | 3 043        | 4          | 2         |
| Cimarrones       | 2 - 0     | Dorados      | Héroe de Nacozari      | 5 de agosto | 21:05     | 1 382        | 4          | 0         |
| Atlante          | 2 - 2     | Tepatitlán   | Ciudad de los Deportes | 6 de agosto | 12:00     | 3 515        | 0          | 0         |
| Atlético Morelia | 1 - 0     | Celaya       | Morelos                | 6 de agosto | 17:05     | 7 370        | 8          | 1         |
| Atlético La Paz  | 2 - 2     | Tapatío      | Guaycura               | 6 de agosto | 21:05     | 3 486        | 9          | 0         |
| DESCANSO:        | DESCANSO: | DESCANSO:    | Venados                | Venados     | Venados   | Venados      | Venados    | Venados   |

| Jornada 4        | Jornada 4 | Jornada 4       | Jornada 4               | Jornada 4    | Jornada 4 | Jornada 4    | Jornada 4  | Jornada 4 |
| Local            | Resultado | Visitante       | Estadio                 | Fecha        | Hora      | Espectadores | Amonestado | Expulsado |
| ---------------- | --------- | --------------- | ----------------------- | ------------ | --------- | ------------ | ---------- | --------- |
| Tapatío          | 1 - 1     | Celaya          | Akron                   | 10 de agosto | 19:05     | 462          | 6          | 0         |
| Zacatecas        | 1 - 1     | Oaxaca          | Carlos Vega Villalba    | 11 de agosto | 17:05     | 6 115        | 7          | 2         |
| Venados          | 1 - 3     | Atlético La Paz | Carlos Iturralde Rivero | 11 de agosto | 19:05     | 4 187        | 4          | 0         |
| Dorados          | 1 - 0     | Cancún          | Dorados                 | 12 de agosto | 19:05     | 3 223        | 7          | 0         |
| Tepatitlán       | 0 - 0     | Leones Negros   | Gregorio "Tepa" Gómez   | 12 de agosto | 21:05     | 3 146        | 5          | 0         |
| Atlético Morelia | 2 - 0     | Correcaminos    | Morelos                 | 13 de agosto | 17:05     | 5 956        | 4          | 0         |
| Cimarrones       | 0 - 0     | Atlante         | Héroe de Nacozari       | 13 de agosto | 21:05     | 1 578        | 4          | 0         |
| DESCANSO:        | DESCANSO: | DESCANSO:       | Tlaxcala                | Tlaxcala     | Tlaxcala  | Tlaxcala     | Tlaxcala   | Tlaxcala  |

| Jornada 5     | Jornada 5 | Jornada 5        | Jornada 5              | Jornada 5    | Jornada 5  | Jornada 5    | Jornada 5  | Jornada 5  |
| Local         | Resultado | Visitante        | Estadio                | Fecha        | Hora       | Espectadores | Amonestado | Expulsado  |
| ------------- | --------- | ---------------- | ---------------------- | ------------ | ---------- | ------------ | ---------- | ---------- |
| Oaxaca        | 2 - 1     | Celaya           | Tecnológico de Oaxaca  | 15 de agosto | 19:05      | 1 189        | 6          | 0          |
| Dorados       | 4 - 0     | Zacatecas        | Dorados                | 15 de agosto | 21:05      | 3 103        | 3          | 2          |
| Atlante       | 3 - 0     | Atlético La Paz  | Ciudad de los Deportes | 16 de agosto | 17:05      | 1 356        | 7          | 2          |
| Correcaminos  | 2 - 2     | Tapatío          | Marte R. Gómez         | 16 de agosto | 21:05      | 2 645        | 3          | 0          |
| Leones Negros | 4 - 1     | Venados          | Gregorio "Tepa" Gómez  | 17 de agosto | 17:00      | 1 450        | 1          | 2          |
| Tlaxcala      | 1 - 2     | Cimarrones       | Tlahuicole             | 18 de agosto | 17:05      | 1 020        | 5          | 0          |
| Cancún        | 2 - 0     | Atlético Morelia | O. Andrés Quintana Roo | 19 de agosto | 19:05      | 2 952        | 5          | 0          |
| DESCANSO:     | DESCANSO: | DESCANSO:        | Tepatitlán             | Tepatitlán   | Tepatitlán | Tepatitlán   | Tepatitlán | Tepatitlán |

| Jornada 6        | Jornada 6 | Jornada 6     | Jornada 6               | Jornada 6    | Jornada 6 | Jornada 6    | Jornada 6  | Jornada 6 |
| Local            | Resultado | Visitante     | Estadio                 | Fecha        | Hora      | Espectadores | Amonestado | Expulsado |
| ---------------- | --------- | ------------- | ----------------------- | ------------ | --------- | ------------ | ---------- | --------- |
| Celaya           | 0 - 0     | Atlante       | Miguel Alemán Valdés    | 22 de agosto | 17:05     | 1 572        | 9          | 0         |
| Atlético La Paz  | 3 - 0     | Leones Negros | Guaycura                | 22 de agosto | 19:05     | 3 129        | 4          | 0         |
| Venados          | 4 - 3     | Correcaminos  | Carlos Iturralde Rivero | 22 de agosto | 21:05     | 3 978        | 3          | 0         |
| Zacatecas        | 4 - 1     | Tepatitlán    | Carlos Vega Villalba    | 23 de agosto | 19:05     | 3 205        | 3          | 0         |
| Cimarrones       | 4 - 2     | Oaxaca        | Héroe de Nacozari       | 23 de agosto | 21:05     | 1 318        | 3          | 0         |
| Tapatío          | 2 - 0     | Tlaxcala      | Akron                   | 24 de agosto | 17:05     | 291          | 3          | 1         |
| Atlético Morelia | 4 - 0     | Dorados       | Morelos                 | 24 de agosto | 19:05     | 8 012        | 8          | 2         |
| DESCANSO:        | DESCANSO: | DESCANSO:     | Cancún                  | Cancún       | Cancún    | Cancún       | Cancún     | Cancún    |

| Jornada 7       | Jornada 7 | Jornada 7        | Jornada 7               | Jornada 7       | Jornada 7 | Jornada 7    | Jornada 7  | Jornada 7 |
| Local           | Resultado | Visitante        | Estadio                 | Fecha           | Hora      | Espectadores | Amonestado | Expulsado |
| --------------- | --------- | ---------------- | ----------------------- | --------------- | --------- | ------------ | ---------- | --------- |
| Venados         | 2 - 1     | Tapatío          | Carlos Iturralde Rivero | 29 de agosto    | 19:05     | 4 204        | 3          | 0         |
| Correcaminos    | 7 - 0     | Oaxaca           | Marte R. Gómez          | 29 de agosto    | 21:05     | 1 829        | 4          | 1         |
| Tepatitlán      | 3 - 0     | Cancún           | Gregorio "Tepa" Gómez   | 30 de agosto    | 17:00     | 950          | 4          | 0         |
| Tlaxcala        | 1 - 2     | Celaya           | Tlahuicole              | 30 de agosto    | 19:05     | 1 079        | 6          | 1         |
| Atlético La Paz | 2 - 1     | Cimarrones       | Guaycura                | 30 de agosto    | 21:05     | 3 258        | 6          | 0         |
| Atlante         | 3 - 0     | Dorados          | Ciudad de los Deportes  | 31 de agosto    | 21:05     | 1 398        | 2          | 1         |
| Leones Negros   | 0 - 0     | Atlético Morelia | Jalisco                 | 1 de septiembre | 21:05     | 2 966        | 8          | 0         |
| DESCANSO:       | DESCANSO: | DESCANSO:        | Zacatecas               | Zacatecas       | Zacatecas | Zacatecas    | Zacatecas  | Zacatecas |

| Jornada 8        | Jornada 8 | Jornada 8       | Jornada 8              | Jornada 8        | Jornada 8     | Jornada 8     | Jornada 8     | Jornada 8     |
| Local            | Resultado | Visitante       | Estadio                | Fecha            | Hora          | Espectadores  | Amonestado    | Expulsado     |
| ---------------- | --------- | --------------- | ---------------------- | ---------------- | ------------- | ------------- | ------------- | ------------- |
| Oaxaca           | 2 - 1     | Venados         | Tecnológico de Oaxaca  | 5 de septiembre  | 17:05         | 1 837         | 4             | 0             |
| Celaya           | 1 - 1     | Cimarrones      | Miguel Alemán Valdés   | 5 de septiembre  | 19:05         | 1 760         | 5             | 1             |
| Correcaminos     | 1 - 0     | Atlante         | Marte R. Gómez         | 5 de septiembre  | 21:05         | 2 789         | 7             | 1             |
| Cancún           | 1 - 2     | Tlaxcala        | O. Andrés Quintana Roo | 6 de septiembre  | 19:05         | 1 632         | 2             | 0             |
| Tapatío          | 1 - 0     | Zacatecas       | Akron                  | 7 de septiembre  | 19:05         | 288           | 5             | 1             |
| Dorados          | 1 - 2     | Tepatitlán      | Dorados                | 9 de septiembre  | 21:05         | 2 123         | 1             | 0             |
| Atlético Morelia | 2 - 0     | Atlético La Paz | Morelos                | 10 de septiembre | 19:05         | 8 707         | 7             | 0             |
| DESCANSO:        | DESCANSO: | DESCANSO:       | Leones Negros          | Leones Negros    | Leones Negros | Leones Negros | Leones Negros | Leones Negros |

| Jornada 9        | Jornada 9 | Jornada 9    | Jornada 9               | Jornada 9        | Jornada 9  | Jornada 9    | Jornada 9  | Jornada 9  |
| Local            | Resultado | Visitante    | Estadio                 | Fecha            | Hora       | Espectadores | Amonestado | Expulsado  |
| ---------------- | --------- | ------------ | ----------------------- | ---------------- | ---------- | ------------ | ---------- | ---------- |
| Tepatitlán       | 2 - 1     | Correcaminos | Gregorio "Tepa" Gómez   | 13 de septiembre | 17:05      | 1 100        | 3          | 0          |
| Zacatecas        | 1 - 0     | Atlante      | Carlos Vega Villalba    | 13 de septiembre | 19:05      | 6 013        | 4          | 0          |
| Atlético La Paz  | 1 - 4     | Cancún       | Guaycura                | 13 de septiembre | 21:05      | 3 518        | 7          | 0          |
| Leones Negros    | 4 - 0     | Dorados      | Jalisco                 | 14 de septiembre | 19:05      | 2 159        | 3          | 0          |
| Venados          | 1 - 0     | Celaya       | Carlos Iturralde Rivero | 16 de septiembre | 19:05      | 3 971        | 3          | 0          |
| Tlaxcala         | 2 - 1     | Oaxaca       | Tlahuicole              | 16 de septiembre | 21:05      | 901          | 2          | 0          |
| Atlético Morelia | 0 - 0     | Tapatío      | Morelos                 | 17 de septiembre | 17:05      | 8 514        | 5          | 1          |
| DESCANSO:        | DESCANSO: | DESCANSO:    | Cimarrones              | Cimarrones       | Cimarrones | Cimarrones   | Cimarrones | Cimarrones |

| Jornada 10   | Jornada 10 | Jornada 10       | Jornada 10             | Jornada 10       | Jornada 10 | Jornada 10   | Jornada 10 | Jornada 10 |
| Local        | Resultado  | Visitante        | Estadio                | Fecha            | Hora       | Espectadores | Amonestado | Expulsado  |
| ------------ | ---------- | ---------------- | ---------------------- | ---------------- | ---------- | ------------ | ---------- | ---------- |
| Celaya       | 2 - 3      | Zacatecas        | Miguel Alemán Valdés   | 19 de septiembre | 17:05      | 1 370        | 4          | 1          |
| Cancún       | 5 - 2      | Cimarrones       | O. Andrés Quintana Roo | 19 de septiembre | 19:05      | 1 572        | 6          | 0          |
| Oaxaca       | 2 - 2      | Atlético La Paz  | Tecnológico de Oaxaca  | 19 de septiembre | 21:05      | 2 698        | 7          | 0          |
| Tlaxcala     | 2 - 3      | Atlético Morelia | Tlahuicole             | 20 de septiembre | 17:05      | 1 227        | 5          | 0          |
| Correcaminos | 1 - 2      | Leones Negros    | Marte R. Gómez         | 20 de septiembre | 19:05      | 2 495        | 6          | 1          |
| Atlante      | 2 - 0      | Venados          | Ciudad de los Deportes | 21 de septiembre | 21:00      | 1 915        | 4          | 0          |
| Tapatío      | 2 - 2      | Tepatitlán       | Akron                  | 24 de septiembre | 18:00      | 741          | 3          | 0          |
| DESCANSO:    | DESCANSO:  | DESCANSO:        | Dorados                | Dorados          | Dorados    | Dorados      | Dorados    | Dorados    |

| Jornada 11      | Jornada 11 | Jornada 11       | Jornada 11              | Jornada 11       | Jornada 11   | Jornada 11   | Jornada 11   | Jornada 11   |
| Local           | Resultado  | Visitante        | Estadio                 | Fecha            | Hora         | Espectadores | Amonestado   | Expulsado    |
| --------------- | ---------- | ---------------- | ----------------------- | ---------------- | ------------ | ------------ | ------------ | ------------ |
| Atlético La Paz | 1 - 0      | Tlaxcala         | Guaycura                | 26 de septiembre | 19:05        | 2 661        | 7            | 0            |
| Cimarrones      | 3 - 2      | Atlético Morelia | Héroe de Nacozari       | 26 de septiembre | 21:05        | 1 821        | 6            | 0            |
| Oaxaca          | 4 - 0      | Dorados          | Tecnológico de Oaxaca   | 27 de septiembre | 17:05        | 3 728        | 4            | 0            |
| Venados         | 5 - 1      | Tepatitlán       | Carlos Iturralde Rivero | 27 de septiembre | 19:05        | 3 011        | 3            | 0            |
| Celaya          | 1 - 0      | Cancún           | Miguel Alemán Valdés    | 27 de septiembre | 21:05        | 2 050        | 6            | 0            |
| Atlante         | 1 - 1      | Tapatío          | Ciudad de los Deportes  | 30 de septiembre | 17:05        | 3 950        | 1            | 0            |
| Leones Negros   | 3 - 2      | Zacatecas        | Jalisco                 | 1 de octubre     | 19:00        | 3 009        | 2            | 0            |
| DESCANSO:       | DESCANSO:  | DESCANSO:        | Correcaminos            | Correcaminos     | Correcaminos | Correcaminos | Correcaminos | Correcaminos |

| Jornada 12       | Jornada 12 | Jornada 12      | Jornada 12             | Jornada 12   | Jornada 12 | Jornada 12   | Jornada 12 | Jornada 12 |
| Local            | Resultado  | Visitante       | Estadio                | Fecha        | Hora       | Espectadores | Amonestado | Expulsado  |
| ---------------- | ---------- | --------------- | ---------------------- | ------------ | ---------- | ------------ | ---------- | ---------- |
| Dorados          | 3 - 1      | Tlaxcala        | Dorados                | 3 de octubre | 21:05      | 1 125        | 7          | 0          |
| Zacatecas        | 3 - 0      | Venados         | Carlos Vega Villalba   | 4 de octubre | 19:05      | 4 270        | 5          | 0          |
| Atlético Morelia | 0 - 0      | Oaxaca          | Estadio Morelos        | 4 de octubre | 21:05      | 5 130        | 8          | 0          |
| Tapatío          | 1 - 2      | Cimarrones      | Akron                  | 5 de octubre | 17:05      | 284          | 3          | 1          |
| Cancún           | 2 - 0      | Leones Negros   | O. Andrés Quintana Roo | 5 de octubre | 19:05      | 1 783        | 5          | 1          |
| Tepatitlán       | 4 - 0      | Atlético La Paz | Gregorio "Tepa" Gómez  | 5 de octubre | 21:05      | 2 878        | 5          | 1          |
| Correcaminos     | 0 - 1      | Celaya          | Marte R. Gómez         | 6 de octubre | 17:05      | 1 255        | 6          | 1          |
| DESCANSO:        | DESCANSO:  | DESCANSO:       | Atlante                | Atlante      | Atlante    | Atlante      | Atlante    | Atlante    |

| Jornada 13       | Jornada 13 | Jornada 13    | Jornada 13              | Jornada 13    | Jornada 13 | Jornada 13   | Jornada 13 | Jornada 13 |
| Local            | Resultado  | Visitante     | Estadio                 | Fecha         | Hora       | Espectadores | Amonestado | Expulsado  |
| ---------------- | ---------- | ------------- | ----------------------- | ------------- | ---------- | ------------ | ---------- | ---------- |
| Tapatío          | 2 - 4      | Leones Negros | Akron                   | 11 de octubre | 19:05      | 772          | 2          | 0          |
| Tlaxcala         | 0 - 1      | Tepatitlán    | Tlahuicole              | 13 de octubre | 17:05      | 895          | 5          | 0          |
| Cimarrones       | 0 - 1      | Correcaminos  | Héroe de Nacozari       | 13 de octubre | 21:05      | 2 278        | 5          | 0          |
| Oaxaca           | 2 - 5      | Cancún        | Tecnológico de Oaxaca   | 14 de octubre | 17:05      | 3 865        | 8          | 1          |
| Atlético Morelia | 0 - 1      | Atlante       | Morelos                 | 15 de octubre | 19:05      | 9 698        | 10         | 0          |
| Venados          | 4 - 1      | Dorados       | Carlos Iturralde Rivero | 15 de octubre | 19:05      | 2 527        | 5          | 0          |
| Atlético La Paz  | 1 - 4      | Zacatecas     | Guaycura                | 15 de octubre | 21:05      | 3 805        | 4          | 1          |
| DESCANSO:        | DESCANSO:  | DESCANSO:     | Celaya                  | Celaya        | Celaya     | Celaya       | Celaya     | Celaya     |

| Jornada 14    | Jornada 14 | Jornada 14       | Jornada 14              | Jornada 14    | Jornada 14 | Jornada 14   | Jornada 14 | Jornada 14 |
| Local         | Resultado  | Visitante        | Estadio                 | Fecha         | Hora       | Espectadores | Amonestado | Expulsado  |
| ------------- | ---------- | ---------------- | ----------------------- | ------------- | ---------- | ------------ | ---------- | ---------- |
| Venados       | 2 - 1      | Atlético Morelia | Carlos Iturralde Rivero | 19 de octubre | 21:05      | 3 584        | 4          | 0          |
| Zacatecas     | 2 - 2      | Cimarrones       | Carlos Vega Villalba    | 24 de octubre | 19:05      | 6 053        | 5          | 0          |
| Tepatitlán    | 3 - 1      | Oaxaca           | Gregorio "Tepa" Gómez   | 25 de octubre | 19:05      | 1 854        | 5          | 0          |
| Dorados       | 1 - 4      | Celaya           | Dorados                 | 25 de octubre | 21:05      | 1 823        | 6          | 0          |
| Atlante       | 0 - 1      | Cancún           | Ciudad de los Deportes  | 26 de octubre | 19:05      | 2 266        | 8          | 0          |
| Correcaminos  | 1 - 0      | Atlético La Paz  | Marte R. Gómez          | 26 de octubre | 21:05      | 1 708        | 5          | 0          |
| Leones Negros | 2 - 1      | Tlaxcala         | Jalisco                 | 29 de octubre | 17:00      | 4 395        | 4          | 0          |
| DESCANSO:     | DESCANSO:  | DESCANSO:        | Tapatío                 | Tapatío       | Tapatío    | Tapatío      | Tapatío    | Tapatío    |

| Jornada 15       | Jornada 15 | Jornada 15    | Jornada 15             | Jornada 15      | Jornada 15      | Jornada 15      | Jornada 15      | Jornada 15      |
| Local            | Resultado  | Visitante     | Estadio                | Fecha           | Hora            | Espectadores    | Amonestado      | Expulsado       |
| ---------------- | ---------- | ------------- | ---------------------- | --------------- | --------------- | --------------- | --------------- | --------------- |
| Cimarrones       | 4 - 1      | Venados       | Héroe de Nacozari      | 28 de octubre   | 19:05           | 1 893           | 1               | 0               |
| Oaxaca           | 0 - 3      | Atlante       | Tecnológico de Oaxaca  | 31 de octubre   | 17:05           | 2 768           | 8               | 0               |
| Tlaxcala         | 0 - 1      | Correcaminos  | Tlahuicole             | 1 de noviembre  | 17:05           | 935             | 9               | 2               |
| Cancún           | 2 - 1      | Zacatecas     | O. Andrés Quintana Roo | 1 de noviembre  | 19:05           | 3 247           | 8               | 1               |
| Celaya           | 0 - 0      | Leones Negros | Miguel Alemán Valdés   | 2 de noviembre  | 17:05           | 2 212           | 4               | 0               |
| Tapatío          | 0 - 1      | Dorados       | Gregorio "Tepa" Gómez  | 2 de noviembre  | 19:05           | 891             | 4               | 0               |
| Atlético Morelia | 1 - 0      | Tepatitlán    | Corregidora            | 2 de noviembre  | 21:05           | 0               | 1               | 0               |
| DESCANSO:        | DESCANSO:  | DESCANSO:     | Atlético La Paz        | Atlético La Paz | Atlético La Paz | Atlético La Paz | Atlético La Paz | Atlético La Paz |

## Tabla general
| Pos. | Equipo           | Pts. | PJ | G | E | P  | GF | GC | Dif. | Clasificación                   |
| ---- | ---------------- | ---- | -- | - | - | -- | -- | -- | ---- | ------------------------------- |
| 1    | Cancún (C)       | 28   | 14 | 9 | 1 | 4  | 26 | 15 | +11  | Cuartos de final de la liguilla |
| 2    | Leones Negros    | 27   | 14 | 8 | 3 | 3  | 28 | 15 | +13  | Cuartos de final de la liguilla |
| 3    | Atlante          | 25   | 14 | 7 | 4 | 3  | 18 | 7  | +11  | Cuartos de final de la liguilla |
| 4    | Zacatecas        | 24   | 14 | 7 | 3 | 4  | 33 | 22 | +11  | Cuartos de final de la liguilla |
| 5    | Tepatitlán       | 23   | 14 | 6 | 5 | 3  | 23 | 19 | +4   | Cuartos de final de la liguilla |
| 6    | Cimarrones       | 22   | 14 | 6 | 4 | 4  | 26 | 23 | +3   | Cuartos de final de la liguilla |
| 7    | Atlético Morelia | 21   | 14 | 6 | 3 | 5  | 16 | 14 | +2   | Play-in para acceso a liguilla  |
| 8    | Venados          | 21   | 14 | 7 | 0 | 7  | 26 | 28 | −2   | Play-in para acceso a liguilla  |
| 9    | Correcaminos     | 20   | 14 | 6 | 2 | 6  | 24 | 18 | +6   | Play-in para acceso a liguilla  |
| 10   | Atlético La Paz  | 20   | 14 | 6 | 2 | 6  | 21 | 28 | −7   | Play-in para acceso a liguilla  |
| 11   | Celaya           | 17   | 14 | 4 | 5 | 5  | 15 | 14 | +1   |                                 |
| 12   | Tapatío          | 14   | 14 | 2 | 8 | 4  | 16 | 18 | −2   |                                 |
| 13   | Oaxaca           | 13   | 14 | 3 | 4 | 7  | 18 | 35 | −17  |                                 |
| 14   | Dorados          | 12   | 14 | 4 | 0 | 10 | 15 | 34 | −19  |                                 |
| 15   | Tlaxcala         | 6    | 14 | 2 | 0 | 12 | 13 | 29 | −16  |                                 |

Actualizado a los partidos jugados el 2 de noviembre de 2023.
 Fuente: Liga Expansión MX
Criterios de clasificación: Puntos · Diferencia de goles · Goles a favor · Goles como visitante · Tabla de cocientes · Fair play ·  Play-off

### Evolución de la clasificación
Fecha de actualización: 2 de noviembre de 2023
| Equipo / Jornada | 01 | 02  | 03  | 04  | 05 | 06 | 07 | 08 | 09 | 10 | 11 | 12 | 13 | 14 | 15 |
| ---------------- | -- | --- | --- | --- | -- | -- | -- | -- | -- | -- | -- | -- | -- | -- | -- |
| Cancún           | 8  | 5   | 4   | 5   | 3  | 6  | 7  | 10 | 8  | 6  | 6  | 5  | 3  | 2  | 1  |
| Leones Negros    | 12 | 7   | 5   | 4   | 2  | 5  | 4  | 7  | 3  | 2  | 1  | 2  | 2  | 1  | 2  |
| Atlante          | 5  | 2   | 3   | 3   | 1  | 2  | 2  | 2  | 2  | 1  | 3  | 4  | 4  | 5  | 3  |
| Zacatecas        | 1  | 3   | 1   | 2   | 5  | 3  | 3  | 6  | 4  | 3  | 4  | 1  | 1  | 3  | 4  |
| Tepatitlán       | 7  | 10* | 11* | 10* | 12 | 13 | 11 | 9  | 6  | 7  | 10 | 8  | 5  | 4  | 5  |
| Cimarrones       | 6  | 11  | 7   | 7   | 6  | 4  | 5  | 4  | 7  | 9  | 8  | 7  | 9  | 6  | 6  |
| Atlético Morelia | 15 | 15  | 10  | 6   | 8  | 7  | 6  | 3  | 5  | 4  | 5  | 6  | 7  | 9  | 7  |
| Venados          | 2  | 6   | 8   | 11  | 13 | 9  | 8  | 11 | 10 | 10 | 7  | 9  | 8  | 7  | 8  |
| Correcaminos     | 3  | 4   | 6   | 9   | 10 | 11 | 9  | 5  | 11 | 11 | 12 | 13 | 10 | 10 | 9  |
| Atlético La Paz  | 4  | 1   | 2   | 1   | 4  | 1  | 1  | 1  | 1  | 5  | 2  | 3  | 6  | 8  | 10 |
| Celaya           | 11 | 12* | 13* | 14* | 14 | 14 | 12 | 13 | 13 | 13 | 13 | 11 | 12 | 11 | 11 |
| Tapatío          | 9  | 8   | 9   | 8   | 9  | 8  | 10 | 8  | 9  | 8  | 9  | 10 | 11 | 12 | 12 |
| Oaxaca           | 10 | 9   | 12  | 13  | 11 | 12 | 14 | 12 | 12 | 12 | 11 | 12 | 13 | 13 | 13 |
| Dorados          | 14 | 13  | 14  | 12  | 7  | 10 | 13 | 14 | 15 | 15 | 15 | 14 | 14 | 14 | 14 |
| Tlaxcala         | 13 | 14  | 15  | 15  | 15 | 15 | 15 | 15 | 14 | 14 | 14 | 15 | 15 | 15 | 15 |

- #: Indica la posición del equipo en su jornada de descanso.
- * Indica la posición del equipo con un partido pendiente.

## Play-in
|  | 9 de noviembre de 2023 | 9 de noviembre de 2023 | 9 de noviembre de 2023 |   |   | 12 de noviembre de 2023 | 12 de noviembre de 2023 | 12 de noviembre de 2023 |   |         | Clasificados | Clasificados     | Clasificados |
|  |                        |                        |                        |   |   |                         |                         |                         |   |         |              |                  |              |
|  | 7                      | Atlético Morelia (p.)  | 1 (4)                  |   |   |                         |                         |                         |   |         |              |                  |              |
|  | 8                      | Venados                | 1 (3)                  |   |   |                         |                         |                         |   |         | 7            | Atlético Morelia | 7ºPO         |
|  |                        |                        |                        |   | 8 | Venados                 | 1                       |                         | 8 | Venados | 8ºPO         |                  |              |
|  |                        | 10                     | Atlético La Paz        | 0 |   |                         |                         |                         |   |         |              |                  |              |
|  | 9                      | Correcaminos           | 0                      |   |   |                         |                         |                         |   |         |              |                  |              |
|  | 10                     | Atlético La Paz        | 1                      |   |   |                         |                         |                         |   |         |              |                  |              |

### Serie A: Juego por el 7° puesto
| 9 de noviembre de 2023                     | Atlético Morelia                                                 | 1:1 (0:0) (4:3 p.)         | Venados                                                    | Estadio Morelos, Morelia, Michoacán                                         |                                                                             |
| 19:05 (UTC-6)                              | J. Flores 69'                                                    | Reporte                    | 77' J. Rodríguez                                           | Asistencia: 5 350 espectadores Árbitro(s): Joaquín Alberto Vizcarra Armenta | Asistencia: 5 350 espectadores Árbitro(s): Joaquín Alberto Vizcarra Armenta |
|                                            |                                                                  | Tiros desde el punto penal |                                                            |                                                                             |                                                                             |
|                                            | J. Uchuari · B. Mendoza · J. Flores · D. García · A. Tecpanécatl |                            | M. Pérez · M. García · W. Guzmán · K. Amador · P. Zerecero |                                                                             |                                                                             |
| Atlético Morelia avanzó a Cuartos de final |                                                                  |                            |                                                            |                                                                             |                                                                             |

### Serie B: El ganador avanza para jugar por el 8° puesto
| 9 de noviembre de 2023                  | Correcaminos | 0:1 (0:0) | Atlético La Paz | Estadio Marte R. Gómez, Ciudad Victoria, Tamaulipas                   |                                                                       |
| 21:05 (UTC-6)                           |              | Reporte   | 82' F. Santos   | Asistencia: 6 200 espectadores Árbitro(s): Edgar Ulises Rangel Araujo | Asistencia: 6 200 espectadores Árbitro(s): Edgar Ulises Rangel Araujo |
| Atlético La Paz jugara por el 8° puesto |              |           |                 |                                                                       |                                                                       |

### Juego por el 8° puesto
| 12 de noviembre de 2023           | Venados         | 1:0 (1:0) | Atlético La Paz | Estadio Carlos Iturralde Rivero, Mérida, Yucatán            |                                                             |
| 17:05 (UTC-6)                     | M. García 45+1' | Reporte   |                 | Asistencia: 5 369 espectadores Árbitro(s): Áxel Meza Méndez | Asistencia: 5 369 espectadores Árbitro(s): Áxel Meza Méndez |
| Venados avanzó a Cuartos de final |                 |           |                 |                                                             |                                                             |

## Liguilla
|  | Cuartos de final                                                         | Cuartos de final                                                         | Cuartos de final                                                         | Cuartos de final                                                         | Cuartos de final                                                         |   |   | Semifinales                                                              | Semifinales                                                              | Semifinales                                                              | Semifinales                                                              | Semifinales                                                              |  |   | Final                                                         | Final                                                         | Final                                                         | Final                                                         | Final                                                         |  |
|  | 15 y 16 de noviembre de 2023 (ida) 18 y 19 de noviembre de 2023 (vuelta) | 15 y 16 de noviembre de 2023 (ida) 18 y 19 de noviembre de 2023 (vuelta) | 15 y 16 de noviembre de 2023 (ida) 18 y 19 de noviembre de 2023 (vuelta) | 15 y 16 de noviembre de 2023 (ida) 18 y 19 de noviembre de 2023 (vuelta) | 15 y 16 de noviembre de 2023 (ida) 18 y 19 de noviembre de 2023 (vuelta) |   |   | 22 y 23 de noviembre de 2023 (ida) 25 y 26 de noviembre de 2023 (vuelta) | 22 y 23 de noviembre de 2023 (ida) 25 y 26 de noviembre de 2023 (vuelta) | 22 y 23 de noviembre de 2023 (ida) 25 y 26 de noviembre de 2023 (vuelta) | 22 y 23 de noviembre de 2023 (ida) 25 y 26 de noviembre de 2023 (vuelta) | 22 y 23 de noviembre de 2023 (ida) 25 y 26 de noviembre de 2023 (vuelta) |  |   | 30 de noviembre de 2023 (ida) 3 de diciembre de 2023 (vuelta) | 30 de noviembre de 2023 (ida) 3 de diciembre de 2023 (vuelta) | 30 de noviembre de 2023 (ida) 3 de diciembre de 2023 (vuelta) | 30 de noviembre de 2023 (ida) 3 de diciembre de 2023 (vuelta) | 30 de noviembre de 2023 (ida) 3 de diciembre de 2023 (vuelta) |  |
|  |                                                                          |                                                                          |                                                                          |                                                                          |                                                                          |   |   |                                                                          |                                                                          |                                                                          |                                                                          |                                                                          |  |   |                                                               |                                                               |                                                               |                                                               |                                                               |  |
|  |                                                                          |                                                                          |                                                                          |                                                                          |                                                                          |   |   |                                                                          |                                                                          |                                                                          |                                                                          |                                                                          |  |   |                                                               |                                                               |                                                               |                                                               |                                                               |  |
|  | 1                                                                        | Cancún (*)                                                               | 0                                                                        | 2                                                                        | 2                                                                        |   |   |                                                                          |                                                                          |                                                                          |                                                                          |                                                                          |  |   |                                                               |                                                               |                                                               |                                                               |                                                               |  |
|  | 1                                                                        | Cancún (*)                                                               | 0                                                                        | 2                                                                        | 2                                                                        |   |   |                                                                          |                                                                          |                                                                          |                                                                          |                                                                          |  |   |                                                               |                                                               |                                                               |                                                               |                                                               |  |
|  | 8                                                                        | Venados                                                                  | 1                                                                        | 1                                                                        | 2                                                                        |   |   |                                                                          |                                                                          |                                                                          |                                                                          |                                                                          |  |   |                                                               |                                                               |                                                               |                                                               |                                                               |  |
|  | 8                                                                        | Venados                                                                  | 1                                                                        | 1                                                                        | 2                                                                        |   | 1 | Cancún (*)                                                               | 0                                                                        | 3                                                                        | 3                                                                        |                                                                          |  |   |                                                               |                                                               |                                                               |                                                               |                                                               |  |
|  |                                                                          |                                                                          |                                                                          |                                                                          |                                                                          |   | 1 | Cancún (*)                                                               | 0                                                                        | 3                                                                        | 3                                                                        |                                                                          |  |   |                                                               |                                                               |                                                               |                                                               |                                                               |  |
|  |                                                                          |                                                                          | 4                                                                        | Zacatecas                                                                | 1                                                                        | 2 | 3 |                                                                          |                                                                          |                                                                          |                                                                          |                                                                          |  |   |                                                               |                                                               |                                                               |                                                               |                                                               |  |
|  | 4                                                                        | Zacatecas                                                                | 4                                                                        | Zacatecas                                                                | 1                                                                        | 2 | 3 | 2                                                                        | 5                                                                        | 7                                                                        |                                                                          |                                                                          |  |   |                                                               |                                                               |                                                               |                                                               |                                                               |  |
|  | 4                                                                        | Zacatecas                                                                |                                                                          |                                                                          |                                                                          |   |   |                                                                          |                                                                          | 7                                                                        |                                                                          |                                                                          |  |   |                                                               |                                                               |                                                               |                                                               |                                                               |  |
|  | 5                                                                        | Tepatitlán                                                               | 0                                                                        | 2                                                                        | 2                                                                        |   |   |                                                                          |                                                                          |                                                                          |                                                                          |                                                                          |  |   |                                                               |                                                               |                                                               |                                                               |                                                               |  |
|  | 5                                                                        | Tepatitlán                                                               | 0                                                                        | 2                                                                        | 2                                                                        |   |   |                                                                          |                                                                          |                                                                          |                                                                          |                                                                          |  | 1 | Cancún                                                        | 0                                                             | 3                                                             | 3                                                             |                                                               |  |
|  |                                                                          |                                                                          |                                                                          |                                                                          |                                                                          |   |   |                                                                          |                                                                          |                                                                          |                                                                          |                                                                          |  | 1 | Cancún                                                        | 0                                                             | 3                                                             | 3                                                             |                                                               |  |
|  |                                                                          |                                                                          | 3                                                                        | Atlante                                                                  | 0                                                                        | 0 | 0 |                                                                          |                                                                          |                                                                          |                                                                          |                                                                          |  |   |                                                               |                                                               |                                                               |                                                               |                                                               |  |
|  | 2                                                                        | Leones Negros                                                            | 3                                                                        | Atlante                                                                  | 0                                                                        | 0 | 0 | 1                                                                        | 2                                                                        | 3                                                                        |                                                                          |                                                                          |  |   |                                                               |                                                               |                                                               |                                                               |                                                               |  |
|  | 2                                                                        | Leones Negros                                                            |                                                                          |                                                                          |                                                                          |   |   |                                                                          |                                                                          | 3                                                                        |                                                                          |                                                                          |  |   |                                                               |                                                               |                                                               |                                                               |                                                               |  |
|  | 7                                                                        | Atlético Morelia                                                         | 2                                                                        | 0                                                                        | 2                                                                        |   |   |                                                                          |                                                                          |                                                                          |                                                                          |                                                                          |  |   |                                                               |                                                               |                                                               |                                                               |                                                               |  |
|  | 7                                                                        | Atlético Morelia                                                         | 2                                                                        | 0                                                                        | 2                                                                        |   | 2 | Leones Negros                                                            | 1                                                                        | 0                                                                        | 1                                                                        |                                                                          |  |   |                                                               |                                                               |                                                               |                                                               |                                                               |  |
|  |                                                                          |                                                                          |                                                                          |                                                                          |                                                                          |   | 2 | Leones Negros                                                            | 1                                                                        | 0                                                                        | 1                                                                        |                                                                          |  |   |                                                               |                                                               |                                                               |                                                               |                                                               |  |
|  |                                                                          |                                                                          | 3                                                                        | Atlante                                                                  | 3                                                                        | 1 | 4 |                                                                          |                                                                          |                                                                          |                                                                          |                                                                          |  |   |                                                               |                                                               |                                                               |                                                               |                                                               |  |
|  | 3                                                                        | Atlante (*)                                                              | 3                                                                        | Atlante                                                                  | 3                                                                        | 1 | 4 | 0                                                                        | 4                                                                        | 4                                                                        |                                                                          |                                                                          |  |   |                                                               |                                                               |                                                               |                                                               |                                                               |  |
|  | 3                                                                        | Atlante (*)                                                              |                                                                          |                                                                          |                                                                          |   |   |                                                                          |                                                                          | 4                                                                        |                                                                          |                                                                          |  |   |                                                               |                                                               |                                                               |                                                               |                                                               |  |
|  | 6                                                                        | Cimarrones                                                               | 2                                                                        | 2                                                                        | 4                                                                        |   |   |                                                                          |                                                                          |                                                                          |                                                                          |                                                                          |  |   |                                                               |                                                               |                                                               |                                                               |                                                               |  |
|  | 6                                                                        | Cimarrones                                                               | 2                                                                        | 2                                                                        | 4                                                                        |   |   |                                                                          |                                                                          |                                                                          |                                                                          |                                                                          |  |   |                                                               |                                                               |                                                               |                                                               |                                                               |  |
|  |                                                                          |                                                                          |                                                                          |                                                                          |                                                                          |   |   |                                                                          |                                                                          |                                                                          |                                                                          |                                                                          |  |   |                                                               |                                                               |                                                               |                                                               |                                                               |  |

- Campeón clasifica al  Campeón de Campeones 2023-24

(*) Avanza por su posición en la tabla

### Cuartos de final
| 16 de noviembre de 2023 | Venados     | 1:0 (0:0) | Cancún | Estadio Carlos Iturralde Rivero, Mérida, Yucatán                           |                                                                            |
| 21:05 (UTC-6)           | S. Lora 90' | Reporte   |        | Asistencia: 8 156 espectadores Árbitro(s): Héctor Salvador Solorio Arreola | Asistencia: 8 156 espectadores Árbitro(s): Héctor Salvador Solorio Arreola |

| 19 de noviembre de 2023                                                                                    | Cancún                           | 2:1 (0:0) (Global 2:2) | Venados       | Estadio Olímpico Andrés Quintana Roo, Cancún, Quintana Roo         |                                                                    |
| 17:05 (UTC-6)                                                                                              | R. Castillo 69' · A. Sánchez 87' | Reporte                | 60' W. Guzmán | Asistencia: 8 689 espectadores Árbitro(s): Gustavo Padilla Aguirre | Asistencia: 8 689 espectadores Árbitro(s): Gustavo Padilla Aguirre |
| Cancún avanzó a semifinales por su posición en la tabla regular tras empatar en el marcador global por 2-2 |                                  |                        |               |                                                                    |                                                                    |

| 15 de noviembre de 2023 | Atlético Morelia              | 2:1 (2:1) | Leones Negros | Estadio Morelos, Morelia, Michoacán                              |                                                                  |
| 19:05 (UTC-6)           | F. Illescas 4' · O. Islas 21' | Reporte   | 19' C. Fierro | Asistencia: 8 696 espectadores Árbitro(s): Martín Molina Astorga | Asistencia: 8 696 espectadores Árbitro(s): Martín Molina Astorga |

| 18 de noviembre de 2023            | Leones Negros                 | 2:0 (2:0) (Global 3:2) | Atlético Morelia | Estadio Jalisco, Guadalajara, Jalisco                                       |                                                                             |
| 19:05 (UTC-6)                      | C. Fierro 24' · E. Torres 25' | Reporte                |                  | Asistencia: 6 465 espectadores Árbitro(s): Joaquín Alberto Vizcarra Armenta | Asistencia: 6 465 espectadores Árbitro(s): Joaquín Alberto Vizcarra Armenta |
| Leones Negros avanzó a semifinales |                               |                        |                  |                                                                             |                                                                             |

| 15 de noviembre de 2023 | Cimarrones                    | 2:0 (1:0) | Atlante | Estadio Héroe de Nacozari, Hermosillo, Sonora                      |                                                                    |
| 21:05 (UTC-6)           | J. López 31' · F. Acuña 90+4' | Reporte   |         | Asistencia: 3 047 espectadores Árbitro(s): Yonatan Peinado Aguirre | Asistencia: 3 047 espectadores Árbitro(s): Yonatan Peinado Aguirre |

| 18 de noviembre de 2023                                                                                     | Atlante                                           | 4:2 (1:1) (Global 4:4) | Cimarrones                      | Ciudad de los Deportes, Ciudad de México                              |                                                                       |
| 17:05 (UTC-6)                                                                                               | R. Durán 34', 74' · E. Cerna 82' · J. Reyes 90+3' | Reporte                | 14' D. Jiménez · 80' B. Navarro | Asistencia: 4 125 espectadores Árbitro(s): Edgar Ulises Rangel Araujo | Asistencia: 4 125 espectadores Árbitro(s): Edgar Ulises Rangel Araujo |
| Atlante avanzó a semifinales por su posición en la tabla regular tras empatar en el marcador global por 4-4 |                                                   |                        |                                 |                                                                       |                                                                       |

| 16 de noviembre de 2023 | Tepatitlán | 0:2 (0:1) | Zacatecas                     | Gregorio "Tepa" Gómez, Tepatitlán, Jalisco                               |                                                                          |
| 19:05 (UTC-6)           |            | Reporte   | 11' K. Magaña · 62' C. Blanco | Asistencia: 2 184 espectadores Árbitro(s): Luis Alfredo García Rodríguez | Asistencia: 2 184 espectadores Árbitro(s): Luis Alfredo García Rodríguez |

| 19 de noviembre de 2023        | Zacatecas                                                        | 5:2 (2:0) (Global 7:2) | Tepatitlán                        | Carlos Vega Villalba, Zacatecas, Zacatecas                            |                                                                       |
| 19:05 (UTC-6)                  | C. Blanco 6', 48' · L. Razo 38' · D. Vásquez 66' · H. Torres 90' | Reporte                | 64' A. Rivero · 70' C. Villanueva | Asistencia: 11 600 espectadores Árbitro(s): Salvador Pérez Villalobos | Asistencia: 11 600 espectadores Árbitro(s): Salvador Pérez Villalobos |
| Zacatecas avanzó a semifinales |                                                                  |                        |                                   |                                                                       |                                                                       |

### Semifinales
| 23 de noviembre de 2023 | Zacatecas   | 1:0 (0:0) | Cancún | Carlos Vega Villalba, Zacatecas, Zacatecas                        |                                                                   |
| 19:00 (UTC-6)           | L. Razo 75' | Reporte   |        | Asistencia: 13 019 espectadores Árbitro(s): Martín Molina Astorga | Asistencia: 13 019 espectadores Árbitro(s): Martín Molina Astorga |

| 26 de noviembre de 2023                                                                           | Cancún                                            | 3:2 (3:1) (Global 3:3) | Zacatecas                         | Estadio Olímpico Andrés Quintana Roo, Cancún, Quintana Roo                |                                                                           |
| 17:00 (UTC-6)                                                                                     | J. Alonzo 10' · J. Vázquez 14' · J. Rodríguez 29' | Reporte                | 45+4' K. Magaña · 52' B. Figueroa | Asistencia: 11 577 espectadores Árbitro(s): Luis Alfredo García Rodríguez | Asistencia: 11 577 espectadores Árbitro(s): Luis Alfredo García Rodríguez |
| Cancún avanzó la final por su posición en la tabla regular tras empatar en el marcador global 3-3 |                                                   |                        |                                   |                                                                           |                                                                           |

| 22 de noviembre de 2023 | Atlante                                         | 3:1 (1:0) | Leones Negros     | Ciudad de los Deportes, Ciudad de México                                   |                                                                            |
| 19:00 (UTC-6)           | A. Ledesma 16' · R. González 49' · R. Durán 55' | Reporte   | 83' A. Villalobos | Asistencia: 3 763 espectadores Árbitro(s): Héctor Salvador Solorio Arreola | Asistencia: 3 763 espectadores Árbitro(s): Héctor Salvador Solorio Arreola |

| 25 de noviembre de 2023   | Leones Negros | 0:1 (0:0) (Global 1:4) | Atlante          | Estadio Jalisco, Guadalajara, Jalisco                                |                                                                      |
| 21:05 (UTC-6)             |               | Reporte                | 90+1' J. Machado | Asistencia: 9 981 espectadores Árbitro(s): Salvador Pérez Villalobos | Asistencia: 9 981 espectadores Árbitro(s): Salvador Pérez Villalobos |
| Atlante avanzó a la final |               |                        |                  |                                                                      |                                                                      |

### Final
| 30 de noviembre de 2023 | Atlante | 0:0 (0:0) | Cancún | Ciudad de los Deportes, Ciudad de México                              |                                                                       |
| 19:00 (UTC-6)           |         | Reporte   |        | Asistencia: 11 349 espectadores Árbitro(s): Salvador Pérez Villalobos | Asistencia: 11 349 espectadores Árbitro(s): Salvador Pérez Villalobos |

| 3 de diciembre de 2023                  | Cancún                              | 3:0 (2:0) (Global 3:0) | Atlante | Estadio Olímpico Andrés Quintana Roo, Cancún, Quintana Roo             |                                                                        |
| 16:00 (UTC-6)                           | C. Traoré 8', 76' · R. Castillo 14' | Reporte                |         | Asistencia: 16 950 espectadores Árbitro(s): Edgar Ulises Rangel Araujo | Asistencia: 16 950 espectadores Árbitro(s): Edgar Ulises Rangel Araujo |
| Cancún campeón del Torneo Apertura 2023 |                                     |                        |         |                                                                        |                                                                        |

### Final - Ida
| 20    | Guardameta     | Humberto Hernández    |     |
| 28    | Defensa        | Elbis                 |     |
| 3     | Defensa        | Diego Cruz            | 63' |
| 4     | Defensa        | Jonathan Sánchez      |     |
| 27    | Defensa        | Armando Escobar       |     |
| 34    | Centrocampista | Edgar Jiménez         |     |
| 14    | Centrocampista | Rolando González      | 88' |
| 5     | Centrocampista | Hardy Meza            | 63' |
| 11    | Centrocampista | Daniel Lajud          |     |
| 16    | Centrocampista | Jonathan Martínez     | 77' |
| 9     | Delantero      | Rafael Durán          | 63' |
| D. T. | D. T.          | Mario García Covalles |     |

| 24    | Guardameta     | Edson Reséndez       |       |
| 26    | Defensa        | Hedgardo Marín       |       |
| 6     | Defensa        | Walter Ortega        |       |
| 23    | Defensa        | Benjamín Galindo Jr. |       |
| 28    | Centrocampista | Junior Moreira       | 90'   |
| 22    | Centrocampista | Raúl Castillo        | 74'   |
| 7     | Centrocampista | Johan Alonzo         |       |
| 14    | Centrocampista | José Juan Vázquez    |       |
| 25    | Centrocampista | Alfonso Tamay        | 74'   |
| 12    | Delantero      | José Rodríguez       | 90'   |
| 27    | Delantero      | Cheick Traoré        | 90+3' |
| D. T. | D. T.          | Luis Arce Crespo     |       |

| 2  | Defensa        | Fernando Ramírez | 63' |
| 19 | Centrocampista | Edwin Cerna      | 63' |
| 33 | Centrocampista | Fernando Ovelar  | 63' |
| 22 | Delantero      | Juan Machado     | 77' |
| 7  | Centrocampista | Edson Partida    | 88' |

| 10 | Centrocampista | Paúl Uscanga      | 74'   |
| 11 | Delantero      | Arturo Sánchez    | 74'   |
| 18 | Centrocampista | Germán Eguade     | 90'   |
| 29 | Centrocampista | Abdoul Amoustapha | 90'   |
| 2  | Defensa        | Axl Padilla       | 90+3' |

| 45' · 51' | Armando Escobar Jonathan Sánchez |

| 19' · 86' | José Juan Vázquez Benjamín Galindo Jr. |

| Principal  | Salvador Pérez Villalobos     |
| Asistentes | René Ramírez Ayala            |
|            | Heder Adán Trujillo Escareño  |
| Cuarto     | Luis Alfredo García Rodríguez |

|                    |     |     |
| Tiros              | 7   | 6   |
| Tiros a puerta     | 3   | 1   |
| Faltas             | 18  | 15  |
| Saques de esquina  | 6   | 1   |
| Fueras de juego    | 2   | 1   |
| Posesión del balón | 56% | 44% |

| Alineación inicial |

| 20    | Guardameta     | Humberto Hernández    |     |
| 28    | Defensa        | Elbis                 |     |
| 3     | Defensa        | Diego Cruz            | 63' |
| 4     | Defensa        | Jonathan Sánchez      |     |
| 27    | Defensa        | Armando Escobar       |     |
| 34    | Centrocampista | Edgar Jiménez         |     |
| 14    | Centrocampista | Rolando González      | 88' |
| 5     | Centrocampista | Hardy Meza            | 63' |
| 11    | Centrocampista | Daniel Lajud          |     |
| 16    | Centrocampista | Jonathan Martínez     | 77' |
| 9     | Delantero      | Rafael Durán          | 63' |
| D. T. | D. T.          | Mario García Covalles |     |

| 24    | Guardameta     | Edson Reséndez       |       |
| 26    | Defensa        | Hedgardo Marín       |       |
| 6     | Defensa        | Walter Ortega        |       |
| 23    | Defensa        | Benjamín Galindo Jr. |       |
| 28    | Centrocampista | Junior Moreira       | 90'   |
| 22    | Centrocampista | Raúl Castillo        | 74'   |
| 7     | Centrocampista | Johan Alonzo         |       |
| 14    | Centrocampista | José Juan Vázquez    |       |
| 25    | Centrocampista | Alfonso Tamay        | 74'   |
| 12    | Delantero      | José Rodríguez       | 90'   |
| 27    | Delantero      | Cheick Traoré        | 90+3' |
| D. T. | D. T.          | Luis Arce Crespo     |       |

| 2  | Defensa        | Fernando Ramírez | 63' |
| 19 | Centrocampista | Edwin Cerna      | 63' |
| 33 | Centrocampista | Fernando Ovelar  | 63' |
| 22 | Delantero      | Juan Machado     | 77' |
| 7  | Centrocampista | Edson Partida    | 88' |

| 10 | Centrocampista | Paúl Uscanga      | 74'   |
| 11 | Delantero      | Arturo Sánchez    | 74'   |
| 18 | Centrocampista | Germán Eguade     | 90'   |
| 29 | Centrocampista | Abdoul Amoustapha | 90'   |
| 2  | Defensa        | Axl Padilla       | 90+3' |

| 45' · 51' | Armando Escobar Jonathan Sánchez |

| 19' · 86' | José Juan Vázquez Benjamín Galindo Jr. |

| Principal  | Salvador Pérez Villalobos     |
| Asistentes | René Ramírez Ayala            |
|            | Heder Adán Trujillo Escareño  |
| Cuarto     | Luis Alfredo García Rodríguez |

|                    |     |     |
| Tiros              | 7   | 6   |
| Tiros a puerta     | 3   | 1   |
| Faltas             | 18  | 15  |
| Saques de esquina  | 6   | 1   |
| Fueras de juego    | 2   | 1   |
| Posesión del balón | 56% | 44% |

| Alineación inicial |

| 20    | Guardameta     | Humberto Hernández    |     |
| 28    | Defensa        | Elbis                 |     |
| 3     | Defensa        | Diego Cruz            | 63' |
| 4     | Defensa        | Jonathan Sánchez      |     |
| 27    | Defensa        | Armando Escobar       |     |
| 34    | Centrocampista | Edgar Jiménez         |     |
| 14    | Centrocampista | Rolando González      | 88' |
| 5     | Centrocampista | Hardy Meza            | 63' |
| 11    | Centrocampista | Daniel Lajud          |     |
| 16    | Centrocampista | Jonathan Martínez     | 77' |
| 9     | Delantero      | Rafael Durán          | 63' |
| D. T. | D. T.          | Mario García Covalles |     |

| 24    | Guardameta     | Edson Reséndez       |       |
| 26    | Defensa        | Hedgardo Marín       |       |
| 6     | Defensa        | Walter Ortega        |       |
| 23    | Defensa        | Benjamín Galindo Jr. |       |
| 28    | Centrocampista | Junior Moreira       | 90'   |
| 22    | Centrocampista | Raúl Castillo        | 74'   |
| 7     | Centrocampista | Johan Alonzo         |       |
| 14    | Centrocampista | José Juan Vázquez    |       |
| 25    | Centrocampista | Alfonso Tamay        | 74'   |
| 12    | Delantero      | José Rodríguez       | 90'   |
| 27    | Delantero      | Cheick Traoré        | 90+3' |
| D. T. | D. T.          | Luis Arce Crespo     |       |

| 2  | Defensa        | Fernando Ramírez | 63' |
| 19 | Centrocampista | Edwin Cerna      | 63' |
| 33 | Centrocampista | Fernando Ovelar  | 63' |
| 22 | Delantero      | Juan Machado     | 77' |
| 7  | Centrocampista | Edson Partida    | 88' |

| 10 | Centrocampista | Paúl Uscanga      | 74'   |
| 11 | Delantero      | Arturo Sánchez    | 74'   |
| 18 | Centrocampista | Germán Eguade     | 90'   |
| 29 | Centrocampista | Abdoul Amoustapha | 90'   |
| 2  | Defensa        | Axl Padilla       | 90+3' |

| 45' · 51' | Armando Escobar Jonathan Sánchez |

| 19' · 86' | José Juan Vázquez Benjamín Galindo Jr. |

| Principal  | Salvador Pérez Villalobos     |
| Asistentes | René Ramírez Ayala            |
|            | Heder Adán Trujillo Escareño  |
| Cuarto     | Luis Alfredo García Rodríguez |

|                    |     |     |
| Tiros              | 7   | 6   |
| Tiros a puerta     | 3   | 1   |
| Faltas             | 18  | 15  |
| Saques de esquina  | 6   | 1   |
| Fueras de juego    | 2   | 1   |
| Posesión del balón | 56% | 44% |

| Alineación inicial |

| 20    | Guardameta     | Humberto Hernández    |     |
| 28    | Defensa        | Elbis                 |     |
| 3     | Defensa        | Diego Cruz            | 63' |
| 4     | Defensa        | Jonathan Sánchez      |     |
| 27    | Defensa        | Armando Escobar       |     |
| 34    | Centrocampista | Edgar Jiménez         |     |
| 14    | Centrocampista | Rolando González      | 88' |
| 5     | Centrocampista | Hardy Meza            | 63' |
| 11    | Centrocampista | Daniel Lajud          |     |
| 16    | Centrocampista | Jonathan Martínez     | 77' |
| 9     | Delantero      | Rafael Durán          | 63' |
| D. T. | D. T.          | Mario García Covalles |     |

| 24    | Guardameta     | Edson Reséndez       |       |
| 26    | Defensa        | Hedgardo Marín       |       |
| 6     | Defensa        | Walter Ortega        |       |
| 23    | Defensa        | Benjamín Galindo Jr. |       |
| 28    | Centrocampista | Junior Moreira       | 90'   |
| 22    | Centrocampista | Raúl Castillo        | 74'   |
| 7     | Centrocampista | Johan Alonzo         |       |
| 14    | Centrocampista | José Juan Vázquez    |       |
| 25    | Centrocampista | Alfonso Tamay        | 74'   |
| 12    | Delantero      | José Rodríguez       | 90'   |
| 27    | Delantero      | Cheick Traoré        | 90+3' |
| D. T. | D. T.          | Luis Arce Crespo     |       |

| 2  | Defensa        | Fernando Ramírez | 63' |
| 19 | Centrocampista | Edwin Cerna      | 63' |
| 33 | Centrocampista | Fernando Ovelar  | 63' |
| 22 | Delantero      | Juan Machado     | 77' |
| 7  | Centrocampista | Edson Partida    | 88' |

| 10 | Centrocampista | Paúl Uscanga      | 74'   |
| 11 | Delantero      | Arturo Sánchez    | 74'   |
| 18 | Centrocampista | Germán Eguade     | 90'   |
| 29 | Centrocampista | Abdoul Amoustapha | 90'   |
| 2  | Defensa        | Axl Padilla       | 90+3' |

| 45' · 51' | Armando Escobar Jonathan Sánchez |

| 19' · 86' | José Juan Vázquez Benjamín Galindo Jr. |

| Principal  | Salvador Pérez Villalobos     |
| Asistentes | René Ramírez Ayala            |
|            | Heder Adán Trujillo Escareño  |
| Cuarto     | Luis Alfredo García Rodríguez |

|                    |     |     |
| Tiros              | 7   | 6   |
| Tiros a puerta     | 3   | 1   |
| Faltas             | 18  | 15  |
| Saques de esquina  | 6   | 1   |
| Fueras de juego    | 2   | 1   |
| Posesión del balón | 56% | 44% |

| Alineación inicial |

### Final - Vuelta
| 24    | Guardameta     | Edson Reséndez       |     |
| 23    | Defensa        | Benjamín Galindo Jr. |     |
| 6     | Defensa        | Walter Ortega        | 90' |
| 26    | Defensa        | Hedgardo Marín       |     |
| 25    | Centrocampista | Alfonso Tamay        | 71' |
| 14    | Centrocampista | José Juan Vázquez    |     |
| 7     | Centrocampista | Johan Alonzo         |     |
| 22    | Centrocampista | Raúl Castillo        | 71' |
| 28    | Centrocampista | Junior Moreira       | 90' |
| 27    | Delantero      | Cheick Traoré        |     |
| 12    | Delantero      | José Rodríguez       | 64' |
| D. T. | D. T.          | Luis Arce Crespo     |     |

| 20    | Guardameta     | Humberto Hernández    |     |
| 27    | Defensa        | Armando Escobar       |     |
| 28    | Defensa        | Elbis                 |     |
| 4     | Defensa        | Jonathan Sánchez      |     |
| 3     | Defensa        | Diego Cruz            |     |
| 22    | Centrocampista | Juan Machado          | 24' |
| 9     | Centrocampista | Rafael Durán          |     |
| 11    | Centrocampista | Daniel Lajud          |     |
| 14    | Centrocampista | Rolando González      | 88' |
| 34    | Centrocampista | Edgar Jiménez         | 70' |
| 16    | Delantero      | Jonathan Martínez     | 24' |
| D. T. | D. T.          | Mario García Covalles |     |

| 11 | Delantero      | Arturo Sánchez    | 64' |
| 29 | Centrocampista | Abdoul Amoustapha | 71' |
| 10 | Centrocampista | Paúl Uscanga      | 71' |
| 18 | Centrocampista | Germán Eguade     | 90' |
| 4  | Defensa        | Rodrigo Reyes     | 90' |

| 6  | Centrocampista | Miguel Velázquez   | 24' |
| 19 | Centrocampista | Edwin Cerna 70     | 24' |
| 13 | Centrocampista | Maximiliano García | 70' |
| 7  | Centrocampista | Edson Partida      | 70' |
| 77 | Centrocampista | Duilio Tejeda      | 88' |

| 9' · 14' · 76' | Cheick Traoré Raúl Castillo Cheick Traoré | 1:0 2:0 3:0 |

| 56' | Benjamín Galindo Jr. |

| 44' · 48' · 79' · 90+4' | Rolando González Jonathan Sánchez Edson Partida Armando Escobar |

| Principal  | Edgar Ulises Rangel Araujo      |
| Asistentes | Eder Jesús Contreras Márquez    |
|            | Jaime Adrián Villasana Carrasco |
| Cuarto     | Martín Molina Astorga           |

|                    |     |     |
| Tiros              | 14  | 6   |
| Tiros a puerta     | 6   | 2   |
| Faltas             | 16  | 13  |
| Saques de esquina  | 6   | 1   |
| Fueras de juego    | 3   | 2   |
| Posesión del balón | 41% | 59% |

| Alineación inicial |

| 24    | Guardameta     | Edson Reséndez       |     |
| 23    | Defensa        | Benjamín Galindo Jr. |     |
| 6     | Defensa        | Walter Ortega        | 90' |
| 26    | Defensa        | Hedgardo Marín       |     |
| 25    | Centrocampista | Alfonso Tamay        | 71' |
| 14    | Centrocampista | José Juan Vázquez    |     |
| 7     | Centrocampista | Johan Alonzo         |     |
| 22    | Centrocampista | Raúl Castillo        | 71' |
| 28    | Centrocampista | Junior Moreira       | 90' |
| 27    | Delantero      | Cheick Traoré        |     |
| 12    | Delantero      | José Rodríguez       | 64' |
| D. T. | D. T.          | Luis Arce Crespo     |     |

| 20    | Guardameta     | Humberto Hernández    |     |
| 27    | Defensa        | Armando Escobar       |     |
| 28    | Defensa        | Elbis                 |     |
| 4     | Defensa        | Jonathan Sánchez      |     |
| 3     | Defensa        | Diego Cruz            |     |
| 22    | Centrocampista | Juan Machado          | 24' |
| 9     | Centrocampista | Rafael Durán          |     |
| 11    | Centrocampista | Daniel Lajud          |     |
| 14    | Centrocampista | Rolando González      | 88' |
| 34    | Centrocampista | Edgar Jiménez         | 70' |
| 16    | Delantero      | Jonathan Martínez     | 24' |
| D. T. | D. T.          | Mario García Covalles |     |

| 11 | Delantero      | Arturo Sánchez    | 64' |
| 29 | Centrocampista | Abdoul Amoustapha | 71' |
| 10 | Centrocampista | Paúl Uscanga      | 71' |
| 18 | Centrocampista | Germán Eguade     | 90' |
| 4  | Defensa        | Rodrigo Reyes     | 90' |

| 6  | Centrocampista | Miguel Velázquez   | 24' |
| 19 | Centrocampista | Edwin Cerna 70     | 24' |
| 13 | Centrocampista | Maximiliano García | 70' |
| 7  | Centrocampista | Edson Partida      | 70' |
| 77 | Centrocampista | Duilio Tejeda      | 88' |

| 9' · 14' · 76' | Cheick Traoré Raúl Castillo Cheick Traoré | 1:0 2:0 3:0 |

| 56' | Benjamín Galindo Jr. |

| 44' · 48' · 79' · 90+4' | Rolando González Jonathan Sánchez Edson Partida Armando Escobar |

| Principal  | Edgar Ulises Rangel Araujo      |
| Asistentes | Eder Jesús Contreras Márquez    |
|            | Jaime Adrián Villasana Carrasco |
| Cuarto     | Martín Molina Astorga           |

|                    |     |     |
| Tiros              | 14  | 6   |
| Tiros a puerta     | 6   | 2   |
| Faltas             | 16  | 13  |
| Saques de esquina  | 6   | 1   |
| Fueras de juego    | 3   | 2   |
| Posesión del balón | 41% | 59% |

| Alineación inicial |

| 24    | Guardameta     | Edson Reséndez       |     |
| 23    | Defensa        | Benjamín Galindo Jr. |     |
| 6     | Defensa        | Walter Ortega        | 90' |
| 26    | Defensa        | Hedgardo Marín       |     |
| 25    | Centrocampista | Alfonso Tamay        | 71' |
| 14    | Centrocampista | José Juan Vázquez    |     |
| 7     | Centrocampista | Johan Alonzo         |     |
| 22    | Centrocampista | Raúl Castillo        | 71' |
| 28    | Centrocampista | Junior Moreira       | 90' |
| 27    | Delantero      | Cheick Traoré        |     |
| 12    | Delantero      | José Rodríguez       | 64' |
| D. T. | D. T.          | Luis Arce Crespo     |     |

| 20    | Guardameta     | Humberto Hernández    |     |
| 27    | Defensa        | Armando Escobar       |     |
| 28    | Defensa        | Elbis                 |     |
| 4     | Defensa        | Jonathan Sánchez      |     |
| 3     | Defensa        | Diego Cruz            |     |
| 22    | Centrocampista | Juan Machado          | 24' |
| 9     | Centrocampista | Rafael Durán          |     |
| 11    | Centrocampista | Daniel Lajud          |     |
| 14    | Centrocampista | Rolando González      | 88' |
| 34    | Centrocampista | Edgar Jiménez         | 70' |
| 16    | Delantero      | Jonathan Martínez     | 24' |
| D. T. | D. T.          | Mario García Covalles |     |

| 11 | Delantero      | Arturo Sánchez    | 64' |
| 29 | Centrocampista | Abdoul Amoustapha | 71' |
| 10 | Centrocampista | Paúl Uscanga      | 71' |
| 18 | Centrocampista | Germán Eguade     | 90' |
| 4  | Defensa        | Rodrigo Reyes     | 90' |

| 6  | Centrocampista | Miguel Velázquez   | 24' |
| 19 | Centrocampista | Edwin Cerna 70     | 24' |
| 13 | Centrocampista | Maximiliano García | 70' |
| 7  | Centrocampista | Edson Partida      | 70' |
| 77 | Centrocampista | Duilio Tejeda      | 88' |

| 9' · 14' · 76' | Cheick Traoré Raúl Castillo Cheick Traoré | 1:0 2:0 3:0 |

| 56' | Benjamín Galindo Jr. |

| 44' · 48' · 79' · 90+4' | Rolando González Jonathan Sánchez Edson Partida Armando Escobar |

| Principal  | Edgar Ulises Rangel Araujo      |
| Asistentes | Eder Jesús Contreras Márquez    |
|            | Jaime Adrián Villasana Carrasco |
| Cuarto     | Martín Molina Astorga           |

|                    |     |     |
| Tiros              | 14  | 6   |
| Tiros a puerta     | 6   | 2   |
| Faltas             | 16  | 13  |
| Saques de esquina  | 6   | 1   |
| Fueras de juego    | 3   | 2   |
| Posesión del balón | 41% | 59% |

| Alineación inicial |

| 24    | Guardameta     | Edson Reséndez       |     |
| 23    | Defensa        | Benjamín Galindo Jr. |     |
| 6     | Defensa        | Walter Ortega        | 90' |
| 26    | Defensa        | Hedgardo Marín       |     |
| 25    | Centrocampista | Alfonso Tamay        | 71' |
| 14    | Centrocampista | José Juan Vázquez    |     |
| 7     | Centrocampista | Johan Alonzo         |     |
| 22    | Centrocampista | Raúl Castillo        | 71' |
| 28    | Centrocampista | Junior Moreira       | 90' |
| 27    | Delantero      | Cheick Traoré        |     |
| 12    | Delantero      | José Rodríguez       | 64' |
| D. T. | D. T.          | Luis Arce Crespo     |     |

| 20    | Guardameta     | Humberto Hernández    |     |
| 27    | Defensa        | Armando Escobar       |     |
| 28    | Defensa        | Elbis                 |     |
| 4     | Defensa        | Jonathan Sánchez      |     |
| 3     | Defensa        | Diego Cruz            |     |
| 22    | Centrocampista | Juan Machado          | 24' |
| 9     | Centrocampista | Rafael Durán          |     |
| 11    | Centrocampista | Daniel Lajud          |     |
| 14    | Centrocampista | Rolando González      | 88' |
| 34    | Centrocampista | Edgar Jiménez         | 70' |
| 16    | Delantero      | Jonathan Martínez     | 24' |
| D. T. | D. T.          | Mario García Covalles |     |

| 11 | Delantero      | Arturo Sánchez    | 64' |
| 29 | Centrocampista | Abdoul Amoustapha | 71' |
| 10 | Centrocampista | Paúl Uscanga      | 71' |
| 18 | Centrocampista | Germán Eguade     | 90' |
| 4  | Defensa        | Rodrigo Reyes     | 90' |

| 6  | Centrocampista | Miguel Velázquez   | 24' |
| 19 | Centrocampista | Edwin Cerna 70     | 24' |
| 13 | Centrocampista | Maximiliano García | 70' |
| 7  | Centrocampista | Edson Partida      | 70' |
| 77 | Centrocampista | Duilio Tejeda      | 88' |

| 9' · 14' · 76' | Cheick Traoré Raúl Castillo Cheick Traoré | 1:0 2:0 3:0 |

| 56' | Benjamín Galindo Jr. |

| 44' · 48' · 79' · 90+4' | Rolando González Jonathan Sánchez Edson Partida Armando Escobar |

| Principal  | Edgar Ulises Rangel Araujo      |
| Asistentes | Eder Jesús Contreras Márquez    |
|            | Jaime Adrián Villasana Carrasco |
| Cuarto     | Martín Molina Astorga           |

|                    |     |     |
| Tiros              | 14  | 6   |
| Tiros a puerta     | 6   | 2   |
| Faltas             | 16  | 13  |
| Saques de esquina  | 6   | 1   |
| Fueras de juego    | 3   | 2   |
| Posesión del balón | 41% | 59% |

| Alineación inicial |

| Campeón Apertura 2023 |
| --------------------- |
|                       |
| Cancún                |
| 1.º Título            |

## Tabla de cocientes
- Fecha de actualización: 2 de noviembre de 2023[27][28]

| Pos. | Equipo           | A21 | C22 | A22 | C23 | A23 | Puntos | A21J | C22J | A22J | C23J | A23J | Juegos | DG  | Cociente |
| ---- | ---------------- | --- | --- | --- | --- | --- | ------ | ---- | ---- | ---- | ---- | ---- | ------ | --- | -------- |
| 1    | Celaya           | 25  | 27  | 38  | 37  | 17  | 144    | 16   | 16   | 17   | 17   | 14   | 80     | 40  | 1.8000   |
| 2    | Atlante          | 31  | 23  | 34  | 30  | 25  | 143    | 16   | 16   | 17   | 17   | 14   | 80     | 42  | 1.7875   |
| 3    | Atlético Morelia | 28  | 25  | 26  | 30  | 21  | 130    | 16   | 16   | 17   | 17   | 14   | 80     | 17  | 1.6250   |
| 4    | Leones Negros    | 25  | 29  | 31  | 21  | 27  | 133    | 16   | 16   | 17   | 17   | 14   | 80     | 24  | 1.6625   |
| 5    | Cimarrones       | 21  | 23  | 30  | 25  | 22  | 121    | 16   | 16   | 17   | 17   | 14   | 80     | 25  | 1.5125   |
| 6    | Dorados          | 37  | 19  | 27  | 9   | 12  | 104    | 16   | 16   | 17   | 17   | 14   | 80     | -10 | 1.3000   |
| 7    | Venados          | 21  | 22  | 25  | 22  | 21  | 111    | 16   | 16   | 17   | 17   | 14   | 80     | 4   | 1.3875   |
| 8    | Tapatío          | 14  | 22  | 22  | 31  | 14  | 103    | 16   | 16   | 17   | 17   | 14   | 80     | -12 | 1.2875   |
| 9    | Oaxaca           | 16  | 31  | 20  | 22  | 13  | 102    | 16   | 16   | 17   | 17   | 14   | 80     | 10  | 1.2750   |
| 10   | Zacatecas        | 19  | 24  | 23  | 17  | 24  | 107    | 16   | 16   | 17   | 17   | 14   | 80     | -5  | 1.3375   |
| 11   | Tepatitlán       | 18  | 22  | 21  | 25  | 23  | 109    | 16   | 16   | 17   | 17   | 14   | 80     | 5   | 1.3625   |
| 12   | Correcaminos     | 19  | 18  | 19  | 22  | 20  | 98     | 16   | 16   | 17   | 17   | 14   | 80     | -15 | 1.2250   |
| 13   | Tlaxcala         | 18  | 22  | 19  | 23  | 6   | 88     | 16   | 16   | 17   | 17   | 14   | 80     | -25 | 1.1000   |
| 14   | Atlético La Paz  | 22  | 11  | 17  | 21  | 20  | 91     | 16   | 16   | 17   | 17   | 14   | 80     | -16 | 1.1375   |
| 15   | Cancún           | 13  | 23  | 14  | 19  | 28  | 97     | 16   | 16   | 17   | 17   | 14   | 80     | -26 | 1.2125   |

## Estadísticas

### Clasificación juego limpio
- Datos según la página oficial.
- Fecha de actualización: 2 de noviembre de 2023

| Lugar                                | Club                                 |          |          |          | Puntos   |
| ------------------------------------ | ------------------------------------ | -------- | -------- | -------- | -------- |
| 1                                    | Tepatitlán                           | 23       | 0        | 0        | 23       |
| 2                                    | Venados                              | 26       | 0        | 2        | 32       |
| 3                                    | Atlante                              | 31       | 2        | 1        | 40       |
| 4                                    | Correcaminos UAT                     | 34       | 0        | 2        | 40       |
| 5                                    | Tapatío                              | 25       | 2        | 3        | 40       |
| 6                                    | Cimarrones                           | 36       | 1        | 1        | 42       |
| 7                                    | Atlético Morelia                     | 33       | 1        | 2        | 42       |
| 8                                    | Leones Negros                        | 28       | 2        | 3        | 43       |
| 9                                    | Zacatecas                            | 22       | 2        | 5        | 43       |
| 10                                   | Dorados                              | 38       | 1        | 1        | 44       |
| 11                                   | Cancún                               | 36       | 0        | 3        | 45       |
| 12                                   | Atlético La Paz                      | 45       | 2        | 2        | 57       |
| 13                                   | Celaya                               | 43       | 2        | 3        | 58       |
| 14                                   | Oaxaca                               | 46       | 3        | 2        | 61       |
| 15                                   | Tlaxcala                             | 41       | 3        | 5        | 65       |
| Primera Tarjeta Amarilla             | Primera Tarjeta Amarilla             | 1 punto  | 1 punto  | 1 punto  | 1 punto  |
| Segunda Tarjeta Amarilla y Expulsión | Segunda Tarjeta Amarilla y Expulsión | 3 puntos | 3 puntos | 3 puntos | 3 puntos |
| Tarjeta Roja Directa                 | Tarjeta Roja Directa                 | 3 puntos | 3 puntos | 3 puntos | 3 puntos |

### Máximos goleadores
Lista con los máximos goleadores del torneo.
- Datos según la página oficial.

Fecha de actualización: 2 de noviembre de 2023
| Posición | Jugador           | Club          | Goles | Min. | Frec.       |
| -------- | ----------------- | ------------- | ----- | ---- | ----------- |
| 1º       | Luis Razo         | Zacatecas     | 10    | 968  | 96.8 min.   |
| 2º       | Julio Cruz        | Oaxaca        | 9     | 1141 | 116.78 min. |
| 3º       | Edson Rivera      | Leones Negros | 8     | 610  | 76.25 min.  |
| 4º       | Luciano Nequecaur | Venados       | 7     | 792  | 113.14 min. |
| 5º       | Daniel Lajud      | Atlante       | 6     | 937  | 156.17 min. |
| =        | Christian Blanco  | Zacatecas     | 6     | 929  | 154.83 min. |
| =        | Jesús López       | Cimarrones    | 6     | 1098 | 183 min.    |
| =        | Mauro Pérez       | Venados       | 6     | 633  | 105.5 min.  |

#### Tripletes o más
| Jugador         | Local            | Resultado | Visita           | Goles                     | Fecha         | Jornada |
| --------------- | ---------------- | --------- | ---------------- | ------------------------- | ------------- | ------- |
| Mauro Pérez     | Venados          | 3 - 1     | Tlaxcala         | 29' (pen.) 66' (pen.) 69' | 21 de julio   | 1       |
| Luis Razo       | Zacatecas        | 4 - 0     | Atlético Morelia | 1' 32' 56'                | 23 de julio   | 1       |
| Rubén Hernández | Dorados          | 4 - 0     | Zacatecas        | 47' 48' 79'               | 15 de agosto  | 5       |
| Jorge Sánchez   | Correcaminos UAT | 7 - 0     | Oaxaca           | 18' 28' 41'               | 29 de agosto  | 7       |
| Fernando Lesme  | Dorados          | 1 - 4     | Celaya           | 22' 69' 83'               | 25 de octubre | 14      |

### Asistencia
Lista con la asistencia de los partidos y equipos Liga BBVA Expansión MX.
Datos actualizados a 2 de noviembre de 2023

#### Por equipo
En los promedios solamente se computan los partidos que contaron con asistencia de público. El porcentaje de ocupación media está calculado con base en la capacidad total del estadio.
| Pos                | Equipo             | Total   | Media | Más alta | Más baja | % de Ocupación |
| ------------------ | ------------------ | ------- | ----- | -------- | -------- | -------------- |
| 1                  | Atlético Morelia   | 53,387  | 7,626 | 9,698    | 5,130    | 21.92%         |
| 2                  | Zacatecas          | 35,740  | 5,106 | 6,115    | 3,205    | 25.44%         |
| 3                  | Venados            | 27,481  | 3,435 | 4,204    | 2,019    | 22.77%         |
| 4                  | Atlético La Paz    | 23,041  | 3,292 | 3,805    | 2,661    | 59.96%         |
| 5                  | Oaxaca             | 22,014  | 3,145 | 5,929    | 1,189    | 21.54%         |
| 6                  | Cancún             | 19,295  | 2,756 | 5,075    | 1,572    | 14.63%         |
| 7                  | Leones Negros      | 18,896  | 2,699 | 4,395    | 1,450    | 7.09%          |
| 8                  | Dorados            | 15,530  | 2,588 | 4,133    | 1,125    | 12.87%         |
| 9                  | Atlante            | 16,830  | 2,404 | 3,950    | 1,356    | 7.02%          |
| 10                 | Correcaminos       | 17,651  | 2,207 | 2,789    | 1,255    | 20.97%         |
| 11                 | Tepatitlán         | 11,805  | 1,968 | 3,146    | 950      | 24.34%         |
| 12                 | Cimarrones         | 10,270  | 1,712 | 2,278    | 1,318    | 9.13%          |
| 13                 | Celaya             | 7,995   | 1,599 | 2,050    | 1,243    | 6.90%          |
| 14                 | Tlaxcala           | 8,373   | 1,197 | 2,346    | 895      | 10.74%         |
| 15                 | Tapatío            | 4,148   | 519   | 891      | 284      | 2.26%          |
| Totales del Torneo | Totales del Torneo | 294,668 | 2,806 | 9,698    | 284      | 12.73%         |

#### Por jornada
El listado excluye los partidos que fueron disputados a puerta cerrada.
| 1     | 16,692  | 2,385 | 11.95% | Zacatecas vs Atlético Morelia (4,612)       | Tapatío vs Cancún (419)                 |
| 2     | 24,111  | 3,444 | 15.72% | Oaxaca vs Tapatío (5,929)                   | Celaya vs Tepatitlán (1,243)            |
| 3     | 26,570  | 3,795 | 14.19% | Atlético Morelia vs Celaya (7,370)          | Cimarrones vs Dorados (1,382)           |
| 4     | 24,667  | 3,523 | 15.12% | Zacatecas vs Oaxaca (6,115)                 | Tapatío vs Celaya (462)                 |
| 5     | 13,685  | 1,955 | 11.64% | Dorados vs Zacatecas (3,103)                | Tlaxcala vs Cimarrones (1,020)          |
| 6     | 21,505  | 3,072 | 13.14% | Atlético Morelia vs Dorados (8,012)         | Tapatío vs Tlaxcala (291)               |
| 7     | 15,684  | 2,240 | 11.24% | Venados vs Tapatío (4,204)                  | Tepatitlán vs Cancún (950)              |
| 8     | 19,136  | 2,733 | 11.37% | Atlético Morelia vs Atlético La Paz (8,707) | Tapatío vs Zacatecas (288)              |
| 9     | 26,176  | 3,739 | 17.49% | Atlético Morelia vs Tapatío (8,514)         | Tlaxcala vs Oaxaca (901)                |
| 10    | 12,018  | 1,716 | 7.57%  | Oaxaca vs Atlético La Paz (2,698)           | Tapatío vs Tepatitlán (741)             |
| 11    | 20,230  | 2,890 | 12.16% | Atlante vs Tapatío (3,950)                  | Cimarrones vs Atlético Morelia (1,821)  |
| 12    | 16,725  | 2,389 | 10.54% | Atlético Morelia vs Oaxaca (5,130)          | Tapatío vs Cimarrones (284)             |
| 13    | 23,840  | 3,405 | 16.32% | Atlético Morelia vs Atlante (9,698)         | Tapatío vs Leones Negros (772)          |
| 14    | 21,683  | 3,097 | 13.29% | Zacatecas vs Cimarrones (6,053)             | Correcaminos vs Atlético La Paz (1,708) |
| 15    | 11,946  | 1,991 | 9.28%  | Cancún vs Zacatecas (3,247)                 | Tapatío vs Dorados (891)                |
| Total | 294,668 | 2,806 | 12.73% | Atlético Morelia vs Atlante (9,698)         | Tapatío vs Zacatecas (288)              |